# 예수의 형제
예수의 형제에서는 기독교에서 신봉되는 예수 그리스도에게 있었다고 전해지는 형제에 대해 설명한다. 예수의 생전은 그 가르침을 믿지 않았지만, 사후에 교단에 합류해, 예루살렘 교회의 지도적 입장을 차지했다. 또, 파울로의 서간으로부터 결혼도 하고 있던 것을 안다.

## 각 교파의 해석
'마태오 복음서' 및 '마르코 복음서'에서, 예수에게는 형제 야고보, 요셉, 시몬, 유다와 여동생 2명이 있었다고 기록되어 있다. 이 구절들에 대해서는 기독교 교파간의 의견이 나뉜다. 마리아의 평생동정을 인정하는 동방 정교회, 로마 가톨릭교회와, 개신교의 루터교회를 포함한 여러 종교 개혁자들(예컨대 울리히 츠빙글리, 존 웨슬리 등)은 이를 인정하지 않는 것에 반해, 장로교 등 일부 개신교 종파에서는 이들을 요셉와 마리아 사이의 아이, 즉 예수의 친형제자매들로 간주하고 있다.
동방 정교회는 요셉이 전처와의 사이에서 받은 아이들이라고 간주하고 있다. 신약 성서 외전인 '야곱원복음서'에 그 요소가 찾아내어진다 (단, 정교회는 스스로의 해석을 전승에 유래하는 것이라 해, 외전을 근거로 하고 있는 것은 아니다).
한편 가톨릭 교회에서는, 고대 유태 사회에서는 “형제”라는 단어를 단순히 친형제만을 의미하는 것이 아니라 폭넓게 의미하는 단어로 사용했으므로, 이들 역시 친형제자매가 아니라고 해석한다. 예컨데, 야고보는 예수의 '형제'(마태오 복음서 13:55), '동생'(갈라티아서 1:19)이라고 기록되어 있는데, 실제로 야고보는 마태오 복음서 및 마르코 복음서에서 '알패오의 아들' 이라고 기록되어 있다. 알패오는 성모 마리아의 언니인 마리아와 결혼하여 야고보를 낳았다. 즉 실제로 예수의 사촌형제인 야고보를 성경은 '형제'라고 표현한 것이다.
이들이 예수의 친형제가 아니라는 견해를 가진 소수의 학자들은 카이사레이아의 에우세비오스가 '교회사'에 인용하는, 야고보 순교 후에 요셉의 형제·크로파의 아들인 시메온이 그 뒤를 이었다는 헤게십스의 기사에 주목해, 예수의 숙부 크로파의 아들로 간주하고 있다. 더해, 아르파이와 크로파는 의미가 같은 것부터, 열두 사도의 한 사람으로 있는 알패오의 아이 야곱과 동일 인물로 여겨진다고 생각하고 있다. 또, 같은 열두 사도의 한 사람으로 있는 열심당의 시몬, 유다 타다이와도 어조가 일치하는 것부터, 그들도 예수의 형제와 동일 인물이라고 간주하고 있다. 덧붙여서 요셉은, 이스카리옷 유다 결핍 후의 보충 선거로 후보로 거론된 요셉 바르바사와 합체했다.

## 요셉 사후의 재혼 후의 아들
이와 같이, 해석의 자리 매김이 다른 예수의 형제이지만, 제임스 D. 테이바는 그 저서 '예수의 왕조'에 바뀐 견해를 냈다. 즉, 예수의 형제는 마리아가 남편 요셉의 사후에 그 형제인 크로파와의 재혼으로 만든 아이라는 것이다. 또, 전술한 사도도 동일 인물로 간주하고 있다. 이는 예수가 처형될 때에 보류한 여성이라고 한 각 성서의 기술을 조합해서 도출된 결론이지만, 반드시 과장이라고는 할 수 없다. 원래, 유태인은 유목민이었는데, 유목 사회에서는 아내가 남편이 앞서가면 그 형제 친척과 결혼하는 관습이 있었기 때문에(레비라트혼)이다.

## 그 후
예수의 형제 친척들은 예루살렘 교단의 지도적 지위를 차지했지만, 파울로파의 교단과 구별을 분명히 했다. 전자가 유태인을 대상으로 한 것에 비해, 후자가 이방인을 대상으로 했기 때문이다. 야고보의 순교 후, 그 사촌형제 (혹은 남동생)인 시메온이 후계한 직후에 유태 전쟁이 발발하고 있지만, 예수의 친족들은 살아 남는데 성공했다고 한다. 도미티아누스 황제의 시대에 주의 형제·유다의 손자가 로마에 소환되는 것도 곧바로 석방되거나 트라야누스 황제시대에 시메온이 순교했던 것이 헤게십스의 보고로부터 안다. 시메온 사후, 제２차 유태 전쟁까지의 13명으로부터 완성되는 예루살렘 주교의 리스트가 전해지고 있지만, 그 안의 여러 명은 예수의 계루에 연결된다고 생각할 수 있다. 그러나, 예루살렘 교단 조락과 함께 예수의 친족은 역사의 어둠에 사라져 간 것 같다. 하지만, 만일 유태 전쟁의 혼란 등이 없으면, 예수의 계루는 오늘이라도 존재해, 로마 교황에 대신하는 전 기독교의 지도적 입장에 있었을지도 모른다.

## 같이 보기
- 헤게십스